# Graphviz
Graphviz (abbreviazione di Graph Visualization Software) è un programma open source avviato da AT&T Research Labs per disegnare grafi descritti nel linguaggio DOT. Fornisce anche librerie per le applicazioni per usare gli strumenti forniti. Graphviz è free software con licenza Common Public License.

## Architettura
Graphviz consiste in un linguaggio per descrivere i grafi chiamato linguaggio DOT  e un insieme di strumenti che processano i file DOT:
dotuno strumento a riga di comando per generari grafi in vari formati (PostScript, PDF, SVG e altri)
neatoper "spring model" (nelle versioni Mac OS chiamato "energy minimised")
twopiper grafi a schema radiale
circoper grafi a schema circolare
fdpun altro schema per grafi non orientati
dottyuna GUI per visualizzare e modificare i grafi
leftyun widget programmabile che consente di visualizzare i grafi e modificarli.

## Applicazioni
- Doxygen usa Graphviz per generare diagrammi come la gerarchia delle classi e la collaborazione tra codici
- GRAMPS usa Graphviz per creare alberi della famiglia
- GraphViz - MediaWiki Graphviz Extension
- Linguine Maps Java API to Graphviz, su softwaresecretweapons.com (archiviato dall'url originale il 31 maggio 2007).
- lisp2dot converte alberi Lisp nel linguaggio DOT
- MoinMoin wiki Graphviz Extension, su moinmo.in.
- UMLGraph creates UML class and sequence diagrams from declarative specifications
- WinGraphviz Archiviato il 24 novembre 2010 in Internet Archive. è un'applicazione win32
- WikidPad - Usa Graphviz come plugin
- QuickGraph può usare Graphviz per disegnare i grafi